# Любобратович, Звездан
Звездан Любобратович (хорв. Zvjezdan Ljubobratović; родился 27 мая 1971, Бьеловар, СФРЮ) — югославский и хорватский футболист, нападающий.

## Карьера
Начинал свою карьеру в составе родного клуба «Беловар». В сезоне 1992/93 нападающий находился в системе испанского «Бетиса». Несколько сезонов Любобратович провел в составе словенского «Марибора», с которым он становился чемпионом страны и выступал в еврокубках.
В 2001 году хорват перешел из «Шибеника» в казанский «Рубин». Любобратович стал одним из первых легионеров в истории клуба. В сезоне был одним из лидеров команды. За время выступления в «Рубине» хорват хорошо выучил русский язык.
Свою карьеру завершил в «Беловаре».

## Достижения
- Чемпион Словении (1): 1996/97.
- Обладатель Кубка Словении (1): 1996/97.
- Обладатель Кубка бельгийской лиги (1): 1997/98.